# Boreomysis jacobi
Boreomysis jacobi är en kräftdjursart som beskrevs av Holmquist 1956. Boreomysis jacobi ingår i släktet Boreomysis och familjen Mysidae. Inga underarter finns listade i Catalogue of Life.